# Vuelta a Colombia 2007
La 57.ª edición  de la Vuelta a Colombia (patrocinada como: Vuelta a Colombia Pilsen 2007) tuvo lugar entre 28 de julio y el 12 de agosto de 2007. El antioqueño Santiago Botero se coronó campeón con un tiempo de 57 h, 3 min y 19 s. La última etapa consistió en una contrarreloj individual por las calles de Bogotá ganada también por Santiago Botero.

## Equipos participantes
| Equipo                                                | Cód. UCI | Categoría   |
| ----------------------------------------------------- | -------- | ----------- |
| Bogotá-IDRD                                           |          | Aficionado  |
| Colombia es Pasión-Coldeportes                        | CEP      | Continental |
| Coordinadora-EBSA                                     |          | Aficionado  |
| Frugos-Indervalle                                     |          | Aficionado  |
| Gobernación de Boyacá-Alcaldía Paipa                  |          | Aficionado  |
| Gobernación del Zulia-Alcaldía de Cabimas (Venezuela) |          | Aficionado  |
| GW Shimano                                            |          | Aficionado  |
| Lotería de Boyacá-Indeportes                          |          | Aficionado  |
| Lotería del Táchira-Banfoandes (Venezuela)            |          | Aficionado  |
| Postal Express CMC Construcción                       |          | Aficionado  |
| Sabana Centro Catedral de Sal                         |          | Aficionado  |
| Studio TV-9 Millonaria                                |          | Aficionado  |
| Tecos de México                                       | TUA      | Continental |
| UNE Orbitel                                           | UOT      | Continental |

## Etapas
| Etapa      | Fecha        | Recorrido                     | Distancia (km)             | Ganador                    | Líder                      |                            |
| ---------- | ------------ | ----------------------------- | -------------------------- | -------------------------- | -------------------------- | -------------------------- |
| Prólogo    | 28 de julio  | Barranquilla                  | 6,6 (CRI)                  | Santiago Botero            | Santiago Botero            |                            |
| 1.ª etapa  | 29 de julio  | Barranquilla - Aracataca      | 122,4                      | Miguel Chacón Sosa         | Santiago Botero            |                            |
|            | 30 de julio  | Neutralización a Aguachica    | Neutralización a Aguachica | Neutralización a Aguachica | Neutralización a Aguachica | Neutralización a Aguachica |
| 2.ª etapa  | 31 de julio  | Aguachica - Barrancabermeja   | 189                        | Felix Castro               | Santiago Botero            |                            |
| 3.ª etapa  | 1 de agosto  | Barrancabermeja - Piedecuesta | 125                        | Manuel Medina              | Manuel Medina              |                            |
| 4.ª etapa  | 2 de agosto  | Socorro - Paipa               | 213                        | Fernando Camargo           | Fernando Camargo           |                            |
| 5.ª etapa  | 3 de agosto  | Paipa - La Vega               | 232,7                      | Jairo Pérez                | Jairo Pérez                |                            |
| 6.ª etapa  | 4 de agosto  | Mariquita - Manizales         | 123,6                      | Santiago Botero            | Santiago Botero            |                            |
| 7.ª etapa  | 5 de agosto  | Manizales - Medellín          | 201,4                      | Manuel Medina              | Santiago Botero            |                            |
| 8.ª etapa  | 6 de agosto  | Itagüí - Salgar               | 130,4                      | John Freddy Parra          | Santiago Botero            |                            |
| 9.ª etapa  | 7 de agosto  | Salgar - Pereira              | 196,4                      | Alexander Giraldo          | Santiago Botero            |                            |
| 10.ª etapa | 8 de agosto  | Pereira - Cali                | 220,2                      | Juan Pablo Magallanes      | Santiago Botero            |                            |
| 11.ª etapa | 9 de agosto  | Palmira - Calarcá             | 163,5                      | Freddy González            | Santiago Botero            |                            |
| 12.ª etapa | 10 de agosto | Calarcá - Agua de Dios        | 179,5                      | Fabio Duarte               | Santiago Botero            |                            |
| 13.ª etapa | 11 de agosto | Melgar - Bogotá               | 122,9                      | Rafael Montiel             | Santiago Botero            |                            |
| 14.ª etapa | 12 de agosto | Bogotá                        | 34,9 (CRI)                 | Santiago Botero            | Santiago Botero            |                            |

## Clasificaciones finales
Las clasificaciones finalizaron de la siguiente forma:

### Clasificación general
| Clasificación general |                       |                       |                 |
| Ciclista              | Ciclista              | Equipo                | Tiempo          |
| --------------------- | --------------------- | --------------------- | --------------- |
| 1.º                   | Santiago Botero       | Une Orbitel           | 57 h 3 min 19 s |
| 2.º                   | Hernán Buenahora      | Lotería de Boyacá     | + 4 min 45 s    |
| 3.º                   | Israel Ochoa          | Lotería de Boyacá     | + 8 min 16 s    |
| 4.º                   | José Castelblanco     | Lotería de Boyacá     | + 11 min 13 s   |
| 5.º                   | Mauricio Ortega       | GW Shimano            | + 15 min 45 s   |
| 6.º                   | Libardo Niño Corredor | Coordinadora-EBSA     | + 21 min 34 s   |
| 7.º                   | Yeison Delgado        | Gobernación del Zulia | + 25 min 53 s   |
| 8.º                   | Víctor Niño           | Coordinadora-EBSA     | + 26 min 42 s   |
| 9.º                   | Alexis Castro         | Colombia es Pasión    | + 30 min 36 s   |
| 10.º                  | Graciano Fonseca      | Lotería de Boyacá     | + 32 min 14 s   |

### Clasificación de la montaña
| Clasificación de la montaña |                  |                       |        |
| Ciclista                    | Ciclista         | Equipo                | Puntos |
| --------------------------- | ---------------- | --------------------- | ------ |
| 1.º                         | Hernán Buenahora | Lotería de Boyacá     | 70     |
| 2.º                         | Graciano Fonseca | Lotería de Boyacá     | 60     |
| 3.º                         | Manuel Medina    | Gobernación del Zulia | 55     |

### Clasificación de las metas volantes
| Clasificación de las metas volantes |                    |                    |        |
| Ciclista                            | Ciclista           | Equipo             | Puntos |
| ----------------------------------- | ------------------ | ------------------ | ------ |
| 1.º                                 | Remberto Jaramillo | Frugos-Indervalle  | 25     |
| 2.º                                 | Jairo Hernández    | Colombia es Pasión | 22     |
| 3.º                                 | Uberlino Mesa      | Lotería de Boyacá  | 20     |

### Clasificación de los sub-23
| Clasificación de los sub-23 |              |             |        |
| Ciclista                    | Ciclista     | Equipo      | Tiempo |
| --------------------------- | ------------ | ----------- | ------ |
| 1.º                         | Fabio Duarte | Bogotá-IDRD | ND     |

### Clasificación por equipos
| Clasificación por equipos |                   |        |
| Equipo                    | Equipo            | Tiempo |
| ------------------------- | ----------------- | ------ |
| 1.º                       | Lotería de Boyacá | ND     |